# Christian-Pontus Andersson
Christian-Pontus Torgny Andersson, född 10 oktober 1977 i Brattfors, är en svensk keramiker och skulptör. 
Christian-Pontus Andersson är uppvuxen i Brattfors. Han utbildade sig i keramik på Konstfack från 2002 och debuterade på Konstfacks examensutställning 2007. Han arbetar med skulpturer i porslin och glasfiber samt fotografi. Andersson finns representerad vid bland annat Nationalmuseum i Stockholm.

## Offentliga verk i urval
- A joyful troop of perfection, with sensitive hearts,  2010 I entrén till Campus 1477, Uppsala universitet[3]